# 高瀬愛奈
高瀬 愛奈（たかせ まな、1998年〈平成10年〉9月20日 - ）は、日本のアイドルであり、女性アイドルグループ日向坂46の元メンバーである。
大阪府出身。Seed & Flower所属。

## 略歴
幼稚園児の頃は給食を食べない子どもだった。
小学校に上がると、毎日のスケジュールはピアノ、そろばん、水泳、テニスといった習い事で埋まっていた。小学3年生の頃、地域のミュージカルに複数回参加する。『オズの魔法使い』では良い魔女の役を演じた。小学4年生のときに家族で渡英し、バイオリンを習い始める。中学校へ上がり日本に帰国する頃までピアノは続けていた。
イギリスの学校では定期的にミュージカルをやっていて、『イソップ物語』ではアリの役を演じた。
中学校では吹奏楽部に入り、フルートを担当していた。
乃木坂46が好きで、欅坂46のオーディションがあることも知っていたが、一歩踏み出せず応募しなかった。その後、けやき坂46が募集されると知り、元々ミュージカルが好きで歌やダンスをしたいと思っていたことや、友達の後押しも受けて、オーディションに応募した。
2016年5月13日、「けやき坂46オーディション」の合格者として、ライブ配信サービスの「SHOWROOM」の配信でお披露目される。
2021年3月15日（14日深夜）より、日向坂46の冠番組『日向坂で会いましょう』にて、日向坂46メンバーがトークの適切な盛り具合を勉強する「トークの盛りすぎ注意！ 高瀬愛奈のそれは盛ってるで！」との高瀬の名前を冠した企画がスタート。以前、同番組で高瀬が、メンバーのトークに「それ盛ってるで！」と指摘したことをきっかけに企画され、以降、不定期でシリーズ化されている。
2022年7月3日（2日深夜）、『CHOTeN 〜今週、誰を予想する?〜』（テレビ東京）にサプライズ出演し、同年にグループから卒業した渡邉美穂に代わり、レギュラー出演することが発表された。
2025年（令和7年）1月6日、日向坂46の13thシングル『卒業写真だけが知ってる』での活動をもって、グループを卒業すると発表した。同年5月1日、『13th Single ひなた坂46 LIVE』が幕張イベントホールにて開催され、同公演内で実施された卒業セレモニーをもって日向坂46を卒業した。なお、高瀬の卒業により、乃木坂46・櫻坂46を含む坂道シリーズの一期生全員がグループを卒業したこととなる。

## 人物
キャッチコピーは「グローバル少女」。小学4年生から中学1年生までイギリスに住んでおり、英語・ドイツ語・フランス語が話せる。アイドルになっていなかったらどんな職業をしていたと思うか訊かれた際には、英語を活かした仕事ができたらという思いから、「ずっと空港スタッフとして働いてみたいと思っていた」との旨を明かしている。イギリス在住時、小学校のクラスメイトから高瀬にはミドルネームがないことを指摘されたことをきっかけにクラスの朝会でミドルネームをつけようという話になり、「ロージー」と「ハムスター」が候補に残ったが最終的に「ロージー」に決定した。
尊敬する人は乃木坂46の元メンバーである、生田絵梨花。
ツッコミ担当、毒舌キャラ。ツッコミ担当に目覚めたのは、2019年8月の『@JAM EXPO 2019』でインパルスの堤下敦から「お前はツッコミのままでいいんだよ！」と言われたのがきっかけ。鋭い指摘をすることがあるため、「日向のJ.Y. Park」と評されることもある。
適応能力が高く、あまり動じない性格。勉強に厳しい親のもとで育ったため、「反抗するよりも真面目にやる方が楽」と、達観した性格を持ち合わせている。グループ名改名や東京ドーム公演が決まった際にも、他のメンバーが涙を流す中、高瀬は冷静に受け入れたという。
私生活が謎と言われており、日向坂46のメンバーも趣味を知らない。高瀬のことを同メンバーで2期生の河田陽菜は「とにかく私生活が謎で、何が好きなのか、何を食べているのかわからない」、渡邉美穂は「生態が謎」と評している。高瀬と同じ1期生で、キャプテンの佐々木久美ですら「（高瀬の）休みの日とかも想像できない」と述べるほどである。
2023年末に普通自動車第一種運転免許を取得した。AT限定ではないためMT車の運転も可能だが限定なしで取得した理由として「マナ（M）タカセ（T）なので」と述べた。

### 嗜好
サンリオ好きを公言しており、日向坂46の冠番組『日向坂で会いましょう』2020年2月2日放送分「帰ってきた日向坂46の世界一やりたい授業」3限目で「サンリオピューロランドの世界」と題した授業を行った。
モズクにハマっており、冷蔵庫に常にストックしている。グループに加入してから、およそ5年間、毎朝青汁を飲んでいる。豆乳に混ぜるとおいしいという。一方で、かつて魚が怖いと発言しており、食べ物の魚介類も苦手。また、同メンバー2期生の金村美玖には、ウィンナーの端を食べられないことを暴露された。
グループ冠番組でMCを務める、オードリーの春日俊彰を推しており、「春日派」を公言している。2021年の春日の誕生日には自前でケーキを購入した。高瀬は春日について「周りをよく見ている。普段あまり目立つことができないメンバーを目立たせてあげようという気持ちが伝わってきます」と述べている。また、2019年4月、春日が結婚を発表した際には、公式ブログにて「（春日は）内面が本当に素敵だし、どんなに忙しくても努力を惜しまないし、実は真面目で周りのことをよく見ているし尊敬してもしきれない方」と綴っている。春日の妻には「春日派として春日のことをよろしくね」と言われたという。ラジオ番組『オードリーのオールナイトニッポン』（ニッポン放送）のリスナーであり、2020年5月、春日が第一子誕生を報告した回をリアルタイムで聴いていた。
新型コロナウイルス感染症による自粛期間中は、ドローンを購入して自宅で飛ばしていた。2024年には、二等無人航空機操縦士の国家資格を取得した。また目視外飛行の限定変更を行った。

### けやき坂46・日向坂46
ペンライトカラーはピンク × ホワイト。
「鉄人」と呼ばれるほど、日向坂46メンバー内では休まないことで知られている。日向坂46内では「鉄人」で「頼れるピンチヒッター」と評するメディアもある。高瀬を除くメンバー16名が新型コロナウイルス感染症への罹患による休業を強いられた際は、高瀬がメンバーの仕事の代役を数多くこなした。当時、グループの楽曲「約束の卵」の歌詞を引用した「もし仲間が倒れた時は僕が背負うから」という題のブログを更新し、「いつでもみんなの代わりになって頑張っていきたい」と決意を綴っている。
「W-KEYAKIZAKAの詩」のMV撮影に学業の都合で参加できなかったため、後日、「W-KEYAKIZAKAの詩<32人ver.>」として高瀬が参加したバージョンが撮り直された。
日向坂46の中では、2期生の宮田愛萌と付き合いたいと思っている。宮田とのコンビ名は、自身の名前と似ていることから「まなまなコンビ」。
1期生の影山優佳、東村芽依と3人でユニット曲「夏色のミュール」の歌唱を担当している。2020年まではグループを卒業した井口眞緒も含め、4人で担当していた。
1期生の加藤史帆は高瀬を「共演NGにしている」とたびたび公言しているが、実際は非常に仲がよく、加藤は「私は高瀬愛奈が活躍するところがみたいです。まだ殻を破れてないんですけど、日向坂で一番クレイジーで面白い人なんです」と述べている。また、加藤が高瀬の自宅に押し掛けたこともあるという。
日向坂46を卒業した、1期生の柿崎芽実は親友で、本人の公式ブログでは「人生の中でこんなに仲良くなれる人と出会えるとは思っていませんでした」と綴っている。

## 作品

### シングル
けやき坂46
- ひらがなけやき（2016年8月10日、SRCL-9153）- EAN 4988009130866。
- 誰よりも高く跳べ！（2016年11月30日、SRCL-9269/70）- EAN 4547366279382。
- W-KEYAKIZAKAの詩（2017年4月5日、SRCL-9394/402）- EAN 4547366301281。
- 僕たちは付き合っている（2017年4月5日、SRCL-9400/1）- EAN 4547366301281。
- それでも歩いてる（2017年10月25日、SRCL-9583/4）- EAN 4547366331646。
- NO WAR in the future（2017年10月25日、SRCL-9583/4）- EAN 4547366331646。
- イマニミテイロ（2018年3月7日、SRCL-9738/9）- EAN 4547366350272。
- ハッピーオーラ（2018年8月15日、SRCL-9924/5）- EAN 4547366371086。
- 君に話しておきたいこと（2019年2月27日、SRCL-9985/6）- EAN 4547366383324。
- 抱きしめてやる（2019年2月27日、SRCL-9985/6）- EAN 4547366383324。

日向坂46
- キュン（2019年3月27日、SRCL-11121/7）- EAN 4547366399219。
- JOYFUL LOVE（2019年3月27日、SRCL-11121/7）- EAN 4547366399219。
- 耳に落ちる涙（2019年3月27日、SRCL-11121/2）- EAN 4547366399219。
- ドレミソラシド（2019年7月17日、SRCL-11220/6）- EAN 4547366412871。
- キツネ（2019年7月17日、SRCL-11220/6）- EAN 4547366412871。
- My god（2019年7月17日、SRCL-11220/1）- EAN 4547366412871。
- こんなに好きになっちゃっていいの？（2019年10月2日、SRCL-11310/6）- EAN 4547366422436。
- ホントの時間（2019年10月2日、SRCL-11310/6）- EAN 4547366422436。
- 川は流れる（2019年10月2日、SRCL-11316）- EAN 4547366422467。
- ソンナコトナイヨ（2020年2月19日、SRCL-11450/6）- EAN 4547366442526。
- 青春の馬（2020年2月19日、SRCL-11450/6）- EAN 4547366442526。
- 好きということは…（2020年2月19日、SRCL-11450/1）- EAN 4547366442526。
- 君しか勝たん（2021年5月26日、SRCL-11794/802）- EAN 4547366504392。
- 声の足跡（2021年5月26日、SRCL-11794/802）- EAN 4547366504392。
- どうする？どうする？どうする？（2021年5月26日、SRCL-11798/9）- EAN 4547366504415。
- 膨大な夢に押し潰されて（2021年5月26日、SRCL-11802）- EAN 4547366504439。
- ってか（2021年10月27日、SRCL-11941/9）- EAN 4547366527520。
- 何度でも何度でも（2021年10月27日、SRCL-11941/9）- EAN 4547366527520。
- 思いがけないダブルレインボー（2021年10月27日、SRCL-11941/2）- EAN 4547366527520。
- アディショナルタイム（2021年10月27日、SRCL-11949）- EAN 4547366527568。
- 僕なんか（2022年6月1日、SRCL-12140/8）- EAN 4547366557145。
- 飛行機雲ができる理由（2022年6月1日、SRCL-12140/8）- EAN 4547366557145。
- 真夜中の懺悔大会（2022年6月1日、SRCL-12144/5）- EAN 4547366557183。
- 知らないうちに愛されていた（2022年6月1日、SRCL-12148）- EAN 4547366557176。
- 月と星が踊るMidnight（2022年10月26日、SRCL-12320/8）- EAN 4547366583045。
- HEY!OHISAMA!（2022年10月26日、SRCL-12320/8）- EAN 4547366583045。
- 一生一度の夏（2022年10月26日、SRCL-12328）- EAN 4547366583076。
- One choice（2023年4月19日、SRCL-12490/8）- EAN 4547366612684。
- 恋は逃げ足が早い（2023年4月19日、SRCL-12490/8）- EAN 4547366612684。
- 愛はこっちのものだ（2023年4月19日、SRCL-12490/1）- EAN 4547366612684。
- 友よ 一番星だ（2023年4月19日、SRCL-12498）- EAN 4547366612714。
- Am I ready?（2023年7月26日、SRCL-12610/8）- EAN 4547366625868。
- 接触と感情（2023年7月26日、SRCL-12610/1）- EAN 4547366625868。
- 骨組みだらけの夏休み（2023年7月26日、SRCL-12612/3）- EAN 4547366625875。
- ガラス窓が汚れてる（2023年7月26日、SRCL-12618）- EAN 4547366625899。
- 錆つかない剣を持て！（2024年5月8日、12860/8）- EAN 4547366670318。
- 僕に続け（2024年5月8日、SRCL-12868）- EAN 4547366670301。
- 君を覚えてない（2024年9月18日、SRCL-13000/8）- EAN 4547366698114。
- 雪は降る 心の世界に（2024年9月18日、SRCL-13000/1）- EAN 4547366698152。
- SUZUKA（SRCL-13120/8）- EAN 4547366719680。
- あの娘にグイグイ（SRCL-13122/3）- EAN 4547366719697。

### アルバム
欅坂46
- 真っ白なものは汚したくなる（2017年7月19日、SRCL-9482/8）- EAN 4547366318470。

けやき坂46
- 走り出す瞬間（2018年6月20日、SRCL-9825/9）- EAN 4547366358575。

日向坂46
- ひなたざか（2020年9月23日、SRCL-11580/4）- EAN 4547366470109。
- 脈打つ感情（2023年11月8日、SRCL‐12720/6）‐ EAN 4547366647020。

### 映像作品
- けやき坂46（2016年11月30日）- EAN 4547366279399。
- 高瀬愛奈・東村芽依（2017年4月5日）- EAN 4547366301250。
- グループ発展祈願の旅 〜千葉編〜（2017年10月25日）- EAN 4547366331660。
- けやき坂46 1期生特典映像（2018年3月7日）- EAN 4547366350289。
- ひらがな武道館 〜Day3 Special Selection〜（2018年6月20日）- EAN 4547366358575。
- ひらがな全国ツアー2017 Live&Documentary（2018年6月20日）- EAN 4547366358582。
- KEYABINGO!3（2018年6月29日）- EAN 4988021715874、EAN 4988021146951。
- Re:Mind（2018年7月4日）- EAN 4517331041733、EAN 45173310417261。
- 小池美波×高瀬愛奈 自撮りTV（2018年8月15日）- EAN 45473663710931。
- KEYABINGO!4 ひらがなけやきって何?（2018年11月9日）- EAN 4988021716512、EAN 4988021147545。
- けやき坂46ストーリー 〜ひなたのほうへ〜（2019年3月27日）- EAN 4547366399219。
- はじめてホームランを打ってみた（2019年7月17日）- EAN 4547366412895。
- ひなたの休日（2019年10月2日）- EAN 4547366422450。
- HINABINGO!（2019年11月22日）- EAN 4988021717656、EAN 4988021148740。
- 日向坂46 大富豪No.1決定戦（2020年2月19日）- EAN 4547366442526、EAN 4547366442533、EAN 4547366442540。
- HINABINGO!2（2020年4月3日）- EAN 4988021718011、EAN 4988021140089。
- DASADA（2020年5月22日）- EAN 4988021718073、EAN 4988021140157。
- 日向坂46デビューカウントダウンライブ!! in 横浜アリーナ 〜けやき坂46 LAST LIVE〜（2020年9月23日）- EAN 4547366470109。
- 日向坂46デビューカウントダウンライブ!! in 横浜アリーナ 〜日向坂46 FIRST LIVE〜（2020年9月23日）- EAN 4547366470116。
- 3年目のデビュー（2021年1月20日）- EAN 4517331070719、EAN 4517331070726。
- 〜ひらがな推し〜「としちゃんと愉快な仲間たち編」（2021年3月31日）- EAN 4547366499780。
- 〜ひらがな推し〜「京子さん、何してんですか編」（2021年3月31日）- EAN 4547366499803。
- 〜ひらがな推し〜「日向のバラエティ女王誕生編」（2021年3月31日）- EAN 4547366499810。
- 〜ひらがな推し〜「パンの鉄砲を撃ちますよ編」（2021年3月31日）- EAN 4547366499797。
- 〜ひらがな推し〜「あだ名がおたけになりました編」（2021年3月31日）- EAN 4547366499773。
- ホントのワタシ。（2021年5月26日）- EAN 4547366504392。
- ひなたの夏休み（2021年10月27日）- EAN 4547366527537。
- 〜ひらがな推し〜初ガツオを推すしかない編（2022年1月1日）- EAN 4547366540796。
- 〜ひらがな推し〜好きな人いるの?ニブだよ編（2022年1月1日）- EAN 4547366540772。
- 〜ひらがな推し〜ヘビーリトルトゥース誕生編（2022年1月1日）- EAN 4547366540765。
- 〜ひらがな推し〜埼玉と春日が生んだ怒涛の起爆剤編（2022年1月1日）- EAN 4547366540789。
- 〜ひらがな推し〜いつでもどこでも変化球編（2022年1月1日）- EAN 4547366540758。
- ひなたのバス旅（2022年6月1日）- EAN 4547366557145、EAN 4547366557183。
- 日向坂46 3周年記念MEMORIAL LIVE 〜3回目のひな誕祭〜 in 東京ドーム（2022年7月20日）- EAN 4547366568318、EAN 4547366568301。
- 渡邉美穂 卒業セレモニー（2022年10月26日）- EAN 4547366583045、EAN 4547366583052。
- 希望と絶望（2022年12月21日）- EAN 4550450021729、EAN 4550450021736。
- 〜日向坂で会いましょう〜加藤史帆のバーベキューで会いましょう（2023年1月1日）- EAN 4547366595888。
- 〜日向坂で会いましょう〜佐々木久美の野球で会いましょう（2023年1月1日）- EAN 4547366595901。
- 〜日向坂で会いましょう〜金村美玖のオードリーに会いましょう（2023年1月1日）- EAN 4547366595895。
- 〜日向坂で会いましょう〜小坂菜緒のヒットキャンペーンで会いましょう（2023年1月1日）- EAN 4547366595918。
- 〜日向坂で会いましょう〜丹生明里の団体戦で会いましょう（2023年1月1日）- EAN 4547366595925。
- Happy Smile Tour 2022（2023年4月19日）- EAN 4547366612684、EAN 4547366612691。
- W-KEYAKI FES. 2022（2023年7月26日）- EAN 4547366625868、EAN 4547366625875。
- 日向坂46 4周年記念MEMORIAL LIVE 〜4回目のひな誕祭〜 in 横浜スタジアム（2023年9月13日）- EAN 4547366634235、EAN 4547366634228。
- 日向坂46「Happy Train Tour 2023」in 大阪城ホール（2023年11月8日）- EAN 4547366647020、EAN 4547366647037。
- ひらがなくりすます2018 & ひなくり2019〜2022 Complete Box（2023年12月24日）- EAN 4547366655889。
- 〜日向坂で会いましょう〜齊藤京子の野球を好きになりましょう（2024年1月31日）- EAN 4547366660821。
- 〜日向坂で会いましょう〜佐々木美玲のおひさまたちを釣りましょう（2024年1月31日）- EAN 4547366660791。
- 〜日向坂で会いましょう〜河田陽菜の秋頃に会いましょう（2024年1月31日）- EAN 4547366660784。
- 〜日向坂で会いましょう〜松田好花のリトルトゥースになりましょう（2024年1月31日）- EAN 4547366660807。
- 〜日向坂で会いましょう〜上村ひなのの三期生に出会いましょう（2024年1月31日）- EAN 4547366660814。
- 日向坂46 齊藤京子卒業コンサート&5周年記念MEMORIAL LIVE 〜5回目のひな誕祭〜 in 横浜スタジアム（2024年7月24日）- EAN 4547366690101、EAN 4547366690088。
- 11th Single ひなた坂46 LIVE 〜Director's Cut Collections〜（2024年9月18日）- EAN 4547366698114、EAN 4547366698121、EAN 4547366698145、EAN 4547366698152。
- Behind the scenes of 11th Single ひなた坂46 LIVE（2024年9月18日）- EAN 4547366698138。
- BEST MUSIC VIDEO COLLECTION 2015-2024（2024年12月3日）- EAN 4547366713909。
- 〜日向坂で会いましょう〜新年早々バトりましょう（2025年4月9日）- EAN 4547366731361。
- 〜日向坂で会いましょう〜OBKを炙り出しましょう（2025年4月9日）- EAN 4547366731323。
- 〜日向坂で会いましょう〜ポンコツたちを集めましょう（2025年4月9日）- EAN 4547366731330。
- 〜日向坂で会いましょう〜四期生を知ってもらいましょう（2025年4月9日）- EAN 4547366731354。
- 〜日向坂で会いましょう〜宮崎に行きましょう（2025年4月9日）- EAN 4547366731347。
- ひなたフェス2024（2025年5月21日）- EAN 4547366743081、EAN 4547366743098、EAN 4547366743104。
- Behind the scenes of ひなたフェス2024（2025年5月21日）- EAN 4547366743111。
- 日向坂46 6周年記念MEMORIAL LIVE 〜6回目のひな誕祭〜 in 横浜スタジアム（2025年7月23日）- EAN 4547366757309、EAN 4547366757316、EAN 4547366757323。

## 出演

### テレビドラマ
- Re:Mind（2017年10月20日 - 12月29日、テレビ東京）- 高瀬愛奈 役[44]。
- DASADAシリーズ（日本テレビ）- キラリ 役。
  - DASADA（2020年1月16日 - 3月19日）[45]
  - DASADA 〜未来へのカウントダウン〜（2020年7月2日 - 9月10日）[46]

### バラエティ
- CHOTeN 〜今週、誰を予想する?〜（2022年7月9日 - 9月24日、テレビ東京）- レギュラー[注 1]。